# Marathon van Turijn 2000
De marathon van Turijn 2000 werd gelopen op zondag 26 maart 2000. Het was de veertiende editie van deze marathon.
De Ethiopiër Semretu Assefa zegevierde bij de mannen in 2:08.33, een parcoursrecord. De Keniaanse Florence Barsosio won bij de vrouwen in 2:27.58.

## Uitslagen

### Mannen
| rang   | naam              | land | tijd    |
| ------ | ----------------- | ---- | ------- |
| Goud   | Semretu Assefa    | ETH  | 2:08.33 |
| Zilver | Elijah Korir      | KEN  | 2:08.59 |
| Brons  | Mark Saina        | KEN  | 2:09.00 |
| 4      | Josephat Rop      | KEN  | 2:10.51 |
| 5      | Raymond Kipkoech  | KEN  | 2:10.52 |
| 6      | Tumo Turbo        | ETH  | 2:11.07 |
| 7      | Roberto Barbi     | ITA  | 2:11.28 |
| 8      | Julius Bitok      | KEN  | 2:11.39 |
| 9      | Roman Kejzar      | SLO  | 2:11.50 |
| 10     | Andrej Hardzejev  | BLR  | 2:12.54 |
| 11     | Daniel Kirwa      | KEN  | 2:15.55 |
| 12     | Haji Adilo        | ETH  | 2:16.18 |
| 13     | Nicola Ciavarella | ITA  | 2:16.26 |
| 14     | Dube Jillo        | ETH  | 2:17.17 |
| 15     | Mario Prandi      | ITA  | 2:19.55 |

### Vrouwen
| rang   | naam                   | land | tijd    |
| ------ | ---------------------- | ---- | ------- |
| Goud   | Florence Barsosio      | KEN  | 2:27.58 |
| Zilver | Aniela Nikiel          | POL  | 2:30.03 |
| Brons  | Tadelech Birra         | ETH  | 2:31.44 |
| 4      | Irene Kipkorir         | KEN  | 2:41.20 |
| 5      | Patrizia Ritondo       | ITA  | 2:48.56 |
| 6      | Magali Reymonencq      | FRA  | 2:51.47 |
| 7      | Deborah Bruni          | ITA  | 2:56.25 |
| 10     | Maria-Grazia Navacchia | ITA  | 2:59.01 |

1974 ·
1975 ·
1976 ·
1977 ·
1978 ·
1979 ·
1980 ·
1981 ·
1982 ·
1983 ·
1984 ·
1985 ·
1986 ·
1987 ·
1988 ·
1989 ·
1990 ·
1991 ·
1992 ·
1993 ·
1994 ·
1995 ·
1996 ·
1997 ·
1998 ·
1999 ·
2000 ·
2001 ·
2002 ·
2003 ·
2004 ·
2005 ·
2006 ·
2007 ·
2008 ·
2009 ·
2010 ·
2011 ·
2012 ·
2013 ·
2014 ·
2015 ·
2016 ·
2017